# Estació de trens de Kleinbettingen
L'Estació de trens de Kleinbettingen (en luxemburguès: Gare Klengbetten; en francès: Gare de Kleinbettingen, en alemany:  Bahnhof Kleinbettingen) és una estació de trens que es troba a Kleinbettingen al sud-oest de Luxemburg. La companyia estatal propietària és Chemins de Fer Luxembourgeois. L'estació està situada en el ramal ferroviari de la línia 50 CFL, que connecta la ciutat de Luxemburg amb l'oest del país i la ciutat belga d'Arlon.

## Servei
Kleinbettingen rep els serveis ferroviaris pels trens de Regionalbahn (RB) amb relació a la línia 50 CFL entre Ciutat de Luxemburg i Kleinbettingen, o Arlon a Bèlgica.